# Sergio Iván Novoa
Sergio Iván Novoa (Bucaramanga, Santander, Colombia; 10 de junio de 1981) es un exfutbolista y director técnico colombiano, actualmente dirige al club de fútbol cacahuatees de la cuarta división mexicana.
Jugaba de mediocampista.

## Clubes[1]
| Club                 | País     | Año         |
| -------------------- | -------- | ----------- |
| Atlético Bucaramanga | Colombia | 2000        |
| San José de Oruro    | Bolivia  | 2001        |
| Chico F.C.           | Colombia | 2002        |
| Jaguares de Chiapas  | México   | 2003        |
| Valledupar F.C.      | Colombia | 2004        |
| Deportivo Pasto      | Colombia | 2005        |
| Atlético Huila       | Colombia | 2006        |
| Real Cartagena       | Colombia | 2007        |
| Alianza Petrolera    | Colombia | 2008        |
| Bnei Sakhnin F.C.    | Israel   | 2009        |
| Deportivo Pasto      | Colombia | 2010 - 2011 |
| Atlético Bucaramanga | Colombia | 2012        |
| Unión Magdalena      | Colombia | 2012        |
| Atlético Bucaramanga | Colombia | 2013        |